# Żebraczka
Żebraczka – wieś w Polsce położona w województwie mazowieckim, w powiecie siedleckim, w gminie Wodynie. Ma status sołectwa.
Wierni Kościoła rzymskokatolickiego należą do parafii Nawiedzenia Najświętszej Maryi Panny w Seroczynie.
Wieś królewska położona była w drugiej połowie XVI wieku w powiecie garwolińskim  ziemi czerskiej województwa mazowieckiego. Według stanu na 1952 rok, należała do gminy Iwowe. W latach 1975–1998 miejscowość administracyjnie należała do województwa siedleckiego.
We wsi działa założona w 1928 roku jednostka ochotniczej straży pożarnej. Jednostka ma w swoim posiadaniu średni samochód ratowniczo-gaśniczy GBA 2,5/16 Steyr.